# Wilhelm Hermann Hammer

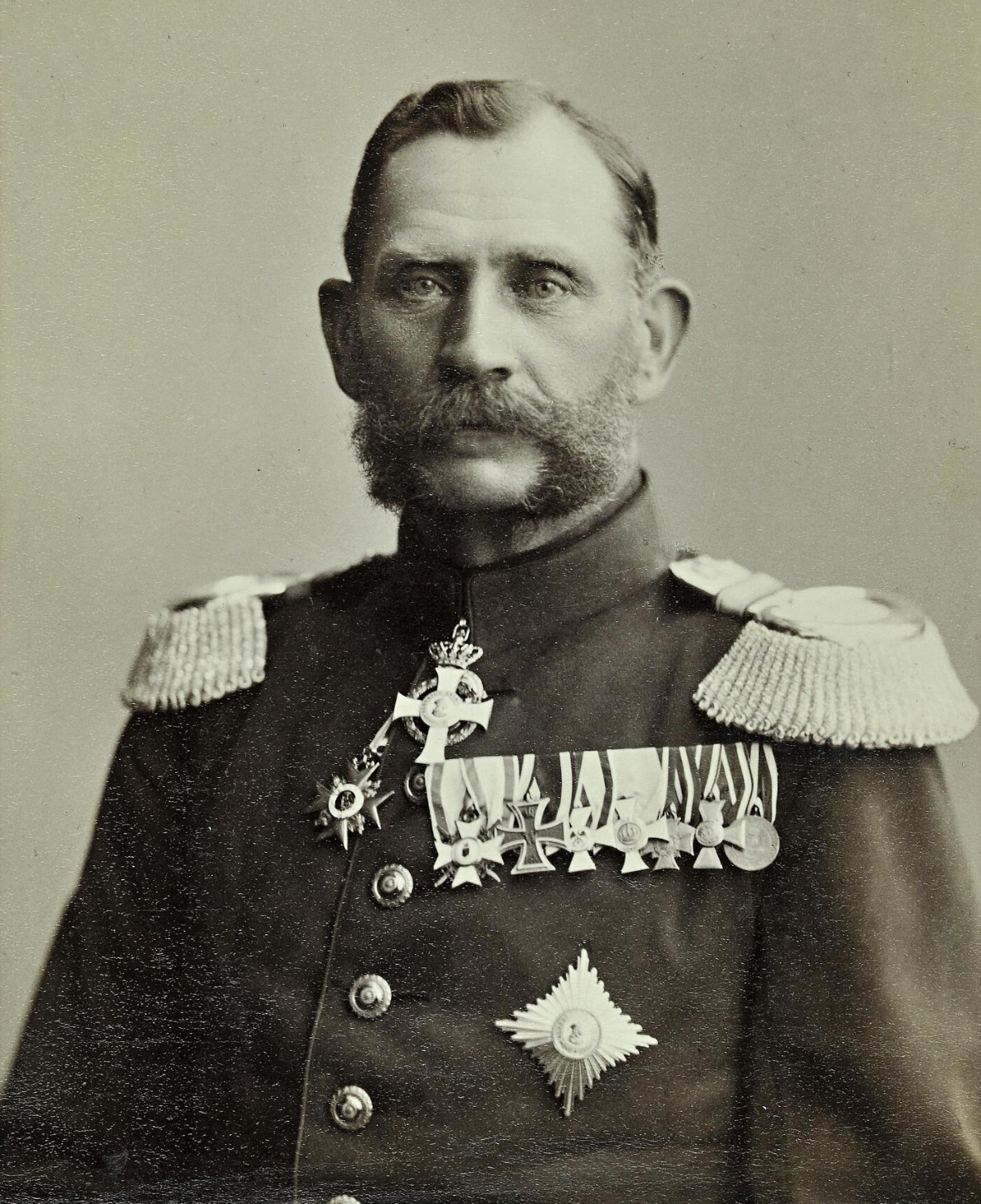
Wilhelm Hermann Hammer

Wilhelm Hermann Hammer (* 1831 in Oschatz; † 20. November 1890 in Dresden-Albertstadt) war ein sächsischer Generalleutnant und Direktor der vereinigten Artillerie-Werkstätten und Depots in Dresden.

## Herkunft
Wilhelm Hermann Hammer entstammte einer bürgerlichen Familie aus Nossen in Sachsen. Er war Sohn des Oschatzer Schuldirektors Ferdinand Wilhelm Hammer und dessen Ehefrau Louise Holzhausen und hatte noch einen Bruder, den späteren Geistlichen Gustav Hammer. Er selbst heiratete Hedwig Krause.

## Karriere
Hammer trat 1849 in den königlich-sächsischen Artillerie-Korps ein und wurde als Portepeejunker dem Artillerie-Regiment zu Fuß eingeteilt, wobei er schon am 18. November desselben Jahres zum Leutnant avancierte. Am 4. Oktober 1856 wurde er zum Oberleutnant bei der 2. Batterie des Regiments befördert und 1858 zur 7. Batterie versetzt. Anlässlich der Mobilmachung des kommenden Krieges zwischen Österreich und Frankreich wurde er als Adjutant zur 3. Abteilung des Regiments befehligt und 1861 in gleicher Eigenschaft zur 1. Abteilung versetzt. 1866 wurde er zum Hauptmann befördert und nahm als Kommandant der 2. Parkkolonne des Artillerie-Haupt-Parkes am Krieg gegen Preußen teil und machte den mühsamen Rückmarsch durch die Karpathen nach Mosbrunn bei Wien mit. Nach der Niederlage des Königreich Sachsen und anschließender Demobilisierung wurde er Kommandeur der 9. Batterie des sächsischen Fuß-Artillerie-Regiments und blieb auch nach der Neuorganisierung in das Feld-Artillerie-Regiment Nr. 12 in dieser Position. Er rückte mit seinem Verband nach Ausbruch des Krieges gegen Frankreich an die Front, wobei er bei der Schlacht von Gravelotte schwer verwundet wurde und ihm eine längere Zeit die weitere Teilnahme am Konflikt unmöglich machte. Im Konflikt wurde er mit dem Ritterkreuz des sächsischen Verdienstordens und dem Eisernen Kreuz II. Klasse ausgezeichnet. 1870 wurde er noch zum Mitglied der Artillerie-Kommission ernannt und nach Genesung 1871 zum Chef der 5. Batterie seines Regiments ernannt.
Im Jahr 1872 erfolgte seine Beförderung zum Major und Abteilungskommandeur der 1. Abteilung des Regiments, gleichzeitig aber auch zum Mitglied der Artillerieprüfungskommission zu Berlin. 1874 wurde er dann zum Direktor der vereinigten Artillerie-Werkstätten und Depots in Dresden ernannt, wobei er sich deutlich auszeichnen konnte. Seine eingehenden Kenntnisse des Artillerie- und Waffenwesens verbunden mit seiner wissenschaftlichen Bildung befähigten ihn ganz besonders für diese Position, wobei er die nächsten Jahre in dieser Eigenschaft 1876 zum Oberstleutnant und 1880 zum Oberst befördert wurde. Er war bis dahin Träger des preußischen Kronenorden II. Klasse (1874), des preußischen Roten Adlerorden 3. Klasse (1876) und des Komturkreuz des bayerischen Militär-Verdienst-Kreuz (1882). In den nächsten Jahren wurde er 1887 mit dem Komturkreuz I. Klasse des Albrechtsordens ausgezeichnet und noch im selben Jahr zum Generalmajor befördert. Anlässlich der 800-jährigen Jubelfeier des Wettiner Herrscherhauses hatte er eine überaus wichtige Rolle inne, überschlug sich aber bei einer der Vorproben zum Fest mit einem Pferd, weshalb er sich eine schwere Verletzung zuzog. Nach Wiederherstellung seiner Gesundheit erkrankte er an einer schweren Krankheit und verbrachte die letzten Monate seines Lebens in einem Krankenlager, wobei ihn der sächsische König Albert noch in diesem zum Generalleutnant beförderte.